# أكيرا هاتانو
أكيرا هاتانو هو سياسي ياباني، ولد في 10 أكتوبر 1911 في اليابان، وتوفي في 6 نوفمبر 2002. حزبياً، نشط في الحزب الليبرالي الديمقراطي الياباني. وقد انتخب عضو مجلس المستشارين.